# Skip Kenney
Allen „Skip“ Kenney (* 24. Februar 1943 in Fresno, Kalifornien; † 28. November 2022) war ein US-amerikanischer Schwimmtrainer.

## Karriere
Skip Kenney wuchs in Fresno im US-Bundesstaat Kalifornien auf, besuchte hier unter anderem die Fresno High School und spielte in seiner Jugend American Football, Basketball und Baseball, war aber auch während seiner Zeit am Fresno City College als Wasserspringer aktiv. Da es am Fresno City College kein Wasserspringteam bzw. einen -trainer gab, trainierte Kenney zumeist an der Fresno State University unter Trainer Tom Hairabedian. Seine Schwester Terri trat damals ebenfalls am Fresno City College als Schwimmerin unter dem Schwimmtrainer Gene Stephens in Erscheinung. Dieser hatte – wie Kenney auch 2003 bei Stephens’ Begräbnis erwähnte – den größten Einfluss auf Kenneys spätere Karriere als Schwimmtrainer. Nach seinem High-School-Abschluss schloss er sich den United States Marines an, absolvierte ein Bootcamp und war von 1965 bis 1966 13 Monate lang im Vietnamkrieg im Einsatz – vier Monate davon als Scharfschütze. Nachdem er 1967 von den Marines entlassen worden war, arbeitete Kenney an der Long Beach State an einem Abschluss in Sport, während er nebenbei Rotkreuzschwimmen unterrichtete. Eines Tages überredete ihn die Mutter eines seiner Schüler, das Community-Schwimmteam am Redondo Beach zu trainieren. Da er jedoch nicht viel Ahnung von der Arbeit eines Schwimmtrainers hatte, suchte er Rat beim damaligen Schwimmtrainer an der Long Beach State Don Gambril.
Seine erste Position als Schwimmtrainer übernahm Kenney in weiterer Folge im Jahr 1968, als er gegen eine Bezahlung von 100 US-Dollar im Monat Assistent von Don Gambril beim Schwimmklub Phillips 66 Long Beach, dem heutigen Long Beach Swim Club, wurde und als solcher bis 1971 aktiv war. Während dieser Zeit trat er zudem als einer der Assistenzschwimmtrainer an der Long Beach State in Erscheinung. Als Gambril 1971 als Chefschwimmtrainer an die Harvard University wechselte, tat es ihm Kenney gleich und war dort für ein Jahr als Gambrils Assistent tätig, ehe er seine erste Anstellung als Chefschwimmtrainer im Houston Dad’s Club in Houston, Texas, erhielt. Nach einigen Jahren wechselte Kenney zu Charlie Keatings Cincinnati Marlins, wo er unter anderem dessen Sohn Charles Keating III und Renee Magee zu den Olympischen Sommerspielen 1976 in Montreal oder Glenn Mills, Bill Barret und Kim Carlisle zu den Olympischen Sommerspielen 1980 in Moskau coachte. Aufgrund des Boykotts seitens der USA traten jedoch keine US-amerikanischen Athleten an letztgenannten Olympischen Spielen an.
1979 wurde Kenney Chefschwimmtrainer der Herren an der Stanford University. Eine Position, die er, bis zu seiner Pensionierung im Jahr 2012, 33 Jahre lang bekleidete. Die Stanford Cardinal, so der Name der Universitätssportabteilung, führte er zu 31 aufeinanderfolgenden Pac-10- bzw. Pac-12-Conference-Titel, was ein Rekordwert ist. Darüber hinaus wurde er 20 Mal zum Pac-10 bzw. Pac-12 Coach of the Year gewählt, trainierte 134 All-Americans zu 1086 All-America-Ehrungen und brachte 72 NCAA-Champions hervor. Er selbst erhielt zudem sechs Mal die Auszeichnung als NCAA Coach of the Year. In den Jahren 1985 bis 1987, 1992 bis 1994 und 1998 gewann er sieben Mal die NCAA-Meisterschaften in der Mannschaftswertung. Ebenso oft rangierte Stanford während seiner Trainerzeit auf dem zweiten Platz. Kenneys Schwimmkader von 1992 stellte NCAA-Meeting-Rekorde für erzielte Punkte (632) und Siegeshöhe (276 gegen Texas) auf, und das Team von 1998 war das erste, das einen Vertreter in jedem Meisterschaftsfinale (sowohl Einzel als auch in den Staffeln) hatte. Der Punkterekord des 1992er Kaders wurde 2004 von Auburn überboten (634 Punkte).
Neben seiner Tätigkeit an der Stanford University trat Kenney auch auf internationaler Ebene jahrzehntelang in Erscheinung. Bei den Olympischen Sommerspielen 1996 in Atlanta war er Cheftrainer des US-amerikanischen Schwimmteams der Männer. Davor gehörte er diesem Team bereits bei den Olympischen Sommerspielen 1984 in Los Angeles und 1988 in Seoul als Assistenztrainer an und war zudem Teil des US-Trainerstabs bei den Panamerikanischen Spielen 1987 in Indianapolis, den Pan Pacific Swimming Championships 1993 in Kōbe und den Schwimmweltmeisterschaften 1994 in Rom. Darüber hinaus war er Cheftrainer der US-Männer bei den Kurzbahnweltmeisterschaften 2004 in Indianapolis. Im Laufe seiner Karriere trainierte er 23 olympische Athleten, die es zwischen 1984 und 2008 zu insgesamt 18 Olympiamedaillen brachten.
Im Jahr 2004 erfolgte Kenneys Aufnahme in die International Swimming Hall of Fame (ISHOF); zu dieser Zeit rangierte er bei 23 Pac-10- bzw. Pac-12-Conference-Titel, war 15 Mal zum Pac-10 bzw. Pac-12 Coach of the Year gewählt worden, hatte 93 All-Americans zu 785 All-America-Ehrungen trainiert und 63 NCAA-Champions hervor gebracht. Des Weiteren war der erfolgreiche Schwimmtrainer im Laufe seines Lebens auch noch in die Stanford Hall of Fame (2014), die Fresno Athletic Hall of Fame (1995) sowie die ASCA Hall of Fame (2005) aufgenommen worden.
Am 9. März 2007 wurde Kenney von Stanford auf unbestimmte Zeit (mit Gehaltsfortzahlung) suspendiert, nachdem er zugegeben hatte, Rekordeinträge von fünf Schwimmern (Jason Plummer, Michael McLean, Tobias Oriwol, Rick Eddy und Peter Carothers) aus den Mannschaftsrekordbüchern entfernt zu haben. Kenney gab damals zu, bestimmte Athleten, mit denen er im Laufe seiner Karriere aneinandergeraten war, absichtlich aus den Rekordbüchern gelöscht zu haben. Plummer meinte damals, dass seine Top-15-Zeiten in der Schule im Freistil über 200 Meter, 500 Meter, 1000 Meter und 1650 Meter in den frühen 1990er Jahren von Kenney gelöscht worden seien. Das Team wurde zwischenzeitig vom Assistenztrainer Ted Knapp interimistisch geleitet. Am 20. April 2007 gab Stanford bekannt, dass Kenney eine 60-tägige Sperre ohne Bezahlung verbüßen müsste und dann zu seiner Position als Cheftrainer zurückkehren würde. Im Zuge dieses Prozedere entschuldigte sich Kenney auch öffentlich für seine Taten.
Nach 33 Jahren bei Stanford trat Kenney im Jahr 2012 im Alter von 69 Jahren in den Ruhestand. Sein Traineramt wurde daraufhin von Knapp übernommen, der davor bereits 28 Saisons lang sein Assistenztrainer war.
Am 28. November 2022 starb Kenney im Alter von 79 Jahren an den Folgen seiner Alzheimer-Erkrankung. Erst drei Wochen vor seinem Tod hatte er sich die Hüfte gebrochen. Er hinterließ seine langjährige Partnerin Betty Garner Rush, eine Schwester und einen Bruder, zwei Kinder und zwei Enkelkinder mit Familien.